# Rebelión Batetela

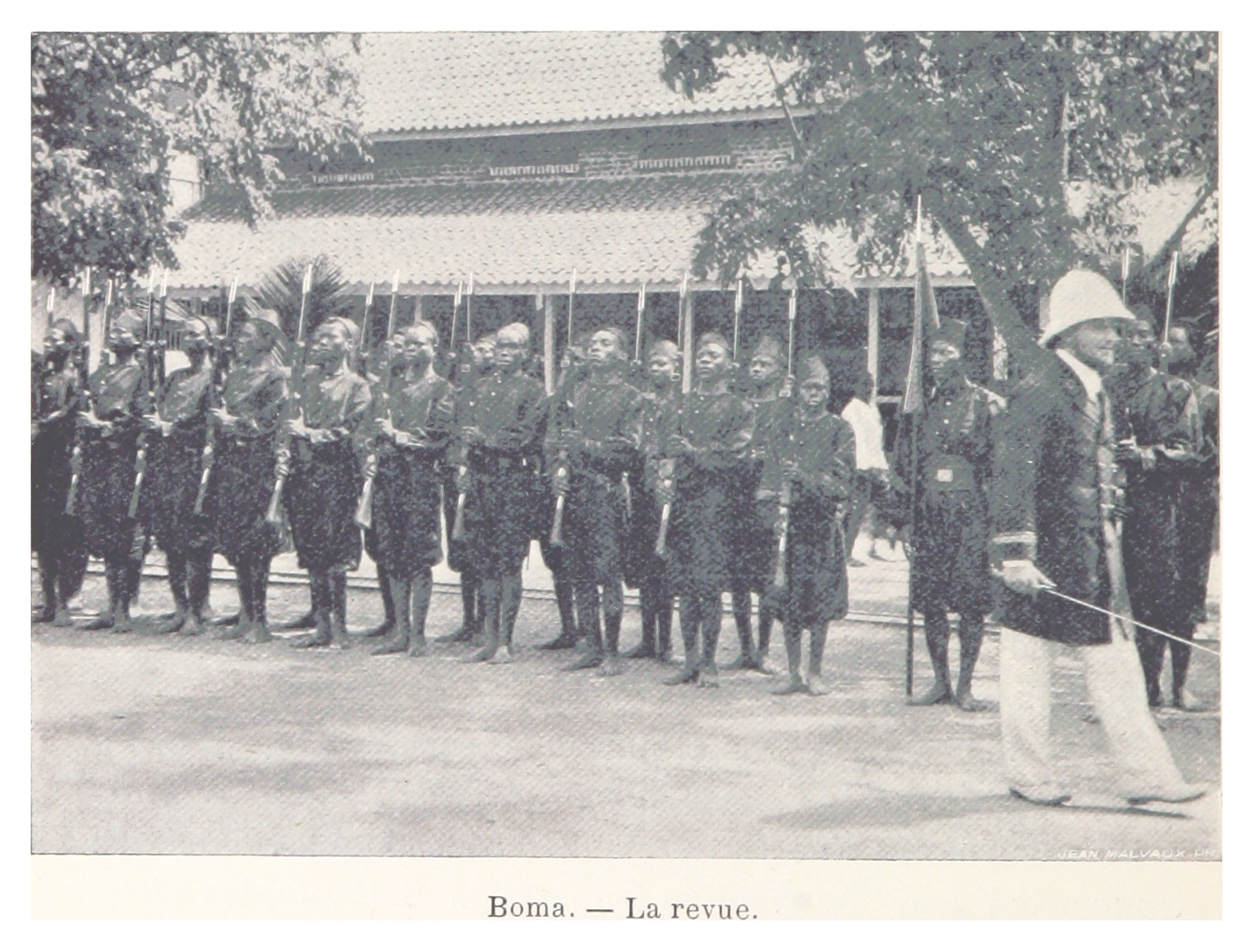
Soldados de la Force Publique, representada en Boma en 1899

La rebelión de Batetela, fue una serie de tres  motines militares y una posterior insurgencia de bajo nivel que se atribuyó a miembros de la etnia tetela en el Estado Libre del Congo entre 1895 y 1908. Comenzó en un motín entre las tropas con la Fuerza Pública de  Luluabourg, actual Kananga, en enero de 1895. La revuelta desencadenó una prolongada insurgencia y dos motines más en otras partes del Congo. La rebelión fue una de las más importantes rebeliones anticoloniales en la historia del Congo y los últimos rebeldes de Tetela no fueron derrotados hasta 1901.

## Motines
Con el nombre de 'rebelión de Batetela' suele referirse a tres motines militares separados en la Force Publique:
1. 1895: motín en la guarnición de Luluabourg (hoy en día Kananga);[2]
2. 1897: motín entre las tropas bajo elmando de Francis Dhanis en una expedición al Alto Nilo;[2].
3. 1900: motín entre la guarnición de Fuerte de Shinkakasa cerca de Boma.[2]

La Force Publique reclutó gran parte de la etnia tetela en las regiones de Sankuru, Maniema y Lomami, especialmente durante la Guerra árabe del Congo (1892-94). En enero de 1895, la guarnición de Luluabourg se amotinó en respuesta a la ejecución del señor de la guerra Gongo Lutete por traición durante la guerra contra los árabes. En octubre de 1896, había aproximadamente entre 3000 y 4000 rebeldes de Batetela. Los amotinados mataron a uno de sus oficiales blancos y escaparon y a los que se unieron soldados de Tetela de toda la colonia en los años siguientes.
En 1897, 1300 soldados de los grupos étnicos tetela y kusu de una fuerza expedicionaria enviada al Alto Nilo bajo el mando del barón Francis Dhanis se amotinaron, quejándose de  mal trato. La fuerza, la fuerza militar más grande reunida hasta ese momento en el África colonial, había sido enviada a anexionarse la región de Fashoda en el actual Sudán Meridional, y el colapso de la expedición como resultado del motín significó que el Estado Libre del Congo evitaría en última instancia convertirse en una parte en el incidente de Fashoda. Los amotinados mataron a 10 oficiales belgas y tomaron como rehén a un sacerdote francés, aunque finalmente fue liberado ileso.
La tercera rebelión estalló en la guarnición del fuerte Shinkakasa en el río Congo el 17 de abril de 1900. Los rebeldes tomaron el control del fuerte y abrieron fuego contra un barco amarrado y amenazaron la seguridad de la capital colonial, Boma. A pesar de haber sido derrotados repetidamente, los últimos amotinados de Tetela resistieron en los alrededores del lago Kisale hasta 1901 o 1908. Después del conflicto, los belgas reformaron la Force Publique para que ningún grupo étnico representara una mayoría en una unidad determinada.